# Манојловце
Манојловце је насељено место града Лесковца у Јабланичком округу. Према попису из 2022. било је 683 становника.

## Етимологија
Према једној легенди, село је добило име по Манојлу Комнину, византијском цару који је, током свог похода на Стефана Немању, сконцентрисао своје снаге у овом селу, а могуће је да се и нека битка догодила управо на овом подручју. Међутим, ова легенда нема много тога реалног и историјског, тако да није прихваћена. Једно је извесно, а то је да је село добило име по неком Манојлу. Тај Манојло је или био први становник у селу или његов властелин, што је вероватније. Постоји још једна претпоставка која није прихваћена, а она каже да је село добило име по неком Манојлу који је од турског угњетавања побегао из Рајног Поља и населио се у овом крају.

## Положај
Манојловце је село смештено на левој обали реке Јужне Мораве, на њеној најнижој тераси, са обе стране пута који води од Лесковца за Орашац, односно Ступницу. За подизање села најзаслужнији фактор био је саобраћај: на овом месту се некада Морава бродила и тако су се повезивала насеља на левој и десној обали. Око те тачке формирала су се четири села: два на десној обали - Доња Слатина и Велика Биљаница, и два на левој - Манојловце и Мала Биљаница. Као што Манојловце и Мала Биљаница чине једну насеобинску симбиозу, такав је случај и на десној обали са Великом Биљаницом и Доњом Слатином.

## Историја
Село датира још из предтурског периода, а вероватно је оформљено у почетку стварања српске средњовековне државе. У том смислу би легенда која везује име села са грчким царем Манојлом Комнином имала неко оправдање. У турском попису за време владавине Мехмеда II (1444-1446) Манојловце се налази као тимарско село у области Крушевца, Топлице и Дубочице. Према овом попису, Манојловце као село у Дубочици записано је као тимар кадије Ниша са годишњи приходом од 1.246 акчи (турских златника из тог доба). Тада је имало 17 домова.
Брежуљак Рид у атару села познат је по томе што се око њега у турско доба водила борба између Доње Слатине и Манојловца. Брдо, наиме, раздваја Рајнопољску од Слатинске реке и стратешки је важно за ове крајеве. С обзиром да је Манојловце у то време било једино слободно село, а околна села Горња и Доња Слатина, Кумарево, Братмиловце и Мрштане сва имала своје господаре, оно је било једини простор који је могао да се заузме, па су сви турски господари гледали да свој атар прошире управо манојловачким. Борба је завршена на турском суду, а како Манојловце није имало свог господара, морало је само да се брани. Једини учени човек из Манојловца у то време био је Таса Крекетил, који је покушао да одбрани своје село, али неуспешно, јер му је након пресуде претила опасност да буде убијен од стране турских господара околних села, па се повукао.
Догађаји који су уследили после 1807. године утицали су на то да становништво, или један његов део који је раније живео у овом насељу, напусти своје домове и оде у друга села и збегове. Није искључена ни могућност да је село било спаљено, тим пре што је у устаничком региону, на најкраћем растојању од Лесковца и на директом удару. Повратна кретања одбеглог, староседелачког живља и поновно насељавање на овом месту почела су нешто касније, али су она била ретка и уздржана. Паралелно овим кретањима, после догађаја из Првог, а нарочито Другог српског устанка, Турци су се повукли из новоослобођених крајева и задржали овде у приличном броју. Населили су се углавном у равничарским крајевима. Економске прилике су у то доба такође биле веома тешке. Врло је вероватно да је ово стање задржало већа имиграциона кретања староседелачког живља, које се некако адаптирало на нове животне услове, у очекивању даљег развоја догађаја.
На овакав закључак упућује и попис из 1890. године, одмах након ослобођења. Заправо, у нормалним околностима, скок од 25 домаћинстава (податак забележен 60их година 19. века) на чак 71 домаћинство, у тако кратком временском интервалу, био би скоро необјашњив, рачунајући чак и са осетнијим приливом у условима после ослобођења од Турака. Тим пре што наредни попис из 1948. године, из периода који је у знаку бржег развоја, већих утицаја града, уситњавања поседа, распадања задруга и слично, показује пораст од свега 48 домаћинстава. Најзад, попис из 1890. године дао је и податке из којих се види да је у селу живело 5 домаћинстава са 11-15 чланова, једно са 16-20 и једно са чак 21-25 чланова, што је само још једна потврда да се ради о староседелачком живљу које се после ових кретања вратило на своје огњиште.
После реформе турског царства и укидања спахијског система, Манојловце је сачувало своју слободу па није плаћало аграрни дуг, а прва српска управа после ослобођења од Турака у селу је пописала 45 кућа и административно га увела у велико-мрштанску општину.

## Географија

### Хидрологија
Поред села, са његове источне стране, тече река Јужна Морава, која је одувек имала многоструки значај за село: на њој су биле воденице пловке, у плићацима се топила конопља, у њеним водама ловљена је чувена риба моравка, мрена и многе друге рибе.
У прошлости се често дешавало да село страда од Јужне Мораве. Река је, наиме, врло често плавила део села са њене леве стране, уништавајући тако плодно обрадиво земљиште, а неретко је долазила и до самог села, плавила га и угрожавала мештане. Сада је од поплава село заштићено изградњом одбрамбеног насипа, а песак и шљунак који се налази на обалама се користи за изградњу асфалтних улица у Лесковцу и путева у околини.
На локалитету Црквиште постоји извор под називом Кутлавица чију воду власници винограда у оближњим брдима користе за пиће. Услед подземног отицања ове воде, стрми брег у овој области клизи према Јужној Морави, па су клизишта и одрони честе појаве. У прошлости је на овом месту била црква, по којој је и место добило име, али је она, услед нестабилног терена, пропала у земљу, како наводе мештани села. Данас је овај предео засађен тополом, како би се земљиште исушило и спречило клизање терена.

## Демографија
У насељу Манојловце живи 646 пунолетних становника, а просечна старост становништва износи 42,0 година (41,1 код мушкараца и 43,0 код жена). У насељу има 207 домаћинстава, а просечан број чланова по домаћинству је 3,76.
Ово насеље је великим делом насељено Србима (према попису из 2002. године), а у последња три пописа, примећен је пад у броју становника.
|  |

| Демографија | Демографија | Демографија |
| Година      | Становника  | Становника  |
| ----------- | ----------- | ----------- |
| 1948.       | 692         |             |
| 1953.       | 744         |             |
| 1961.       | 767         |             |
| 1971.       | 792         |             |
| 1981.       | 866         |             |
| 1991.       | 865         | 861         |
| 2002.       | 778         | 779         |
| 2011.       | 775         |             |
| 2022.       | 683         |             |

| Етнички састав према попису из 2002.‍ | Етнички састав према попису из 2002.‍ | Етнички састав према попису из 2002.‍ | Етнички састав према попису из 2002.‍ | Етнички састав према попису из 2002.‍ |
| ------------------------------------ | ------------------------------------ | ------------------------------------ | ------------------------------------ | ------------------------------------ |
|                                      |                                      |                                      |                                      |                                      |
| Срби                                 | Срби                                 |                                      | 777                                  | 99,87%                               |
| непознато                            | непознато                            |                                      | 0                                    | 0,0%                                 |

| Година пописа     | 1948. | 1953. | 1961. | 1971. | 1981. | 1991. | 2002. |
| ----------------- | ----- | ----- | ----- | ----- | ----- | ----- | ----- |
| Број домаћинстава | 119   | 132   | 166   | 183   | 217   | 211   | 207   |

| Број чланова      | 1  | 2  | 3  | 4  | 5  | 6  | 7 | 8 | 9 | 10 и више | Просек |
| ----------------- | -- | -- | -- | -- | -- | -- | - | - | - | --------- | ------ |
| Број домаћинстава | 26 | 38 | 28 | 42 | 37 | 21 | 9 | 4 | 2 | 0         | 3,76   |

| Пол    | Укупно | Неожењен/Неудата | Ожењен/Удата | Удовац/Удовица | Разведен/Разведена | Непознато |
| ------ | ------ | ---------------- | ------------ | -------------- | ------------------ | --------- |
| Мушки  | 339    | 85               | 220          | 27             | 6                  | 1         |
| Женски | 334    | 49               | 221          | 49             | 15                 | 0         |
| УКУПНО | 673    | 134              | 441          | 76             | 21                 | 1         |

| Пол    | Укупно                    | Пољопривреда, лов и шумарство | Рибарство                            | Вађење руде и камена | Прерађивачка индустрија       |
| ------ | ------------------------- | ----------------------------- | ------------------------------------ | -------------------- | ----------------------------- |
| Мушки  | 224                       | 98                            | 0                                    | 0                    | 45                            |
| Женски | 169                       | 106                           | 0                                    | 0                    | 20                            |
| УКУПНО | 393                       | 204                           | 0                                    | 0                    | 65                            |
| Пол    | Производња и снабдевање   | Грађевинарство                | Трговина                             | Хотели и ресторани   | Саобраћај, складиштење и везе |
| Мушки  | 5                         | 14                            | 22                                   | 6                    | 11                            |
| Женски | 0                         | 1                             | 17                                   | 2                    | 1                             |
| УКУПНО | 5                         | 15                            | 39                                   | 8                    | 12                            |
| Пол    | Финансијско посредовање   | Некретнине                    | Државна управа и одбрана             | Образовање           | Здравствени и социјални рад   |
| Мушки  | 0                         | 0                             | 5                                    | 5                    | 5                             |
| Женски | 1                         | 0                             | 1                                    | 3                    | 11                            |
| УКУПНО | 1                         | 0                             | 6                                    | 8                    | 16                            |
| Пол    | Остале услужне активности | Приватна домаћинства          | Екстериторијалне организације и тела | Непознато            | Непознато                     |
| Мушки  | 1                         | 0                             | 0                                    | 7                    | 7                             |
| Женски | 2                         | 0                             | 0                                    | 4                    | 4                             |
| УКУПНО | 3                         | 0                             | 0                                    | 11                   | 11                            |

## Привреда
Укупна површина коју заузима атар села Манојловце износи 424 хектара, од којих обрадиве површине заузимају површину од 188 хектара. Становништво Манојловца бави се претежно пољопривредом, а главне културе су пшеница, кукуруз, кромпир и виноград. Под виноградима је засађено 57 хектара површине, воћњаци заузимају 6 хектара, ливаде 4, а пашњаци 99 хектара. Атар села обухвата и 12 хектара шуме, док је око 58 хектара неплодно земљиште, на коме нема никаквих култура. Иако се само село налази на левој обали Јужне Мораве, већи део атара Манојловца смештен је на супротној обали реке, на великом броју брежуљака, од којих је најпознатије и највеће брдо звано Свети Спас.

## Саобраћај
Село је смештено са обе стране пута који повезује суседна села са економским, саобраћајним и административним центром - Лесковцем. Пут трећег реда, дужине 21 километар, по преласку гвозденог моста на Јужној Морави , има као крајње источну тачку село Ступницу, односно село Личје - Горње Драговље, преко кога се излази на пут Ниш—Бабушница—Црна Трава. Према њему гравитира већи број села са побрђа и даљег обода, тако да се овде мањи, сеоски путеви стичу и разилазену свим правцима. За сам град овај пут је од великог значаја, као најкраћа веза са залеђем, које је извор сировина и других тржишних вишкова и резервоар радне снаге, из ближе и даље гравитационе зоне, и најближи излаз на реку, на природно купалиште.
Манојловце је данас везано сталном, продужном линијом градског саобраћаја са Лесковцем, што је, непосредним утицајем градског тржишта, имало одраза на интензивирање пољопривредне производње и привредни и етнички преображај села, које добија не само физиономију приградског насеља, већ се поступно формира и у предграђе Лесковца.
Са градом, Манојловце има излаз на железничку пругу, док је са ауто-путем (удаљеним 4 километра) везано градском петљом.
У прошлости, главни пут којим се долазило до села ишао је преко Мрштана, испод кога се одвајао од садашњег пута који од Мрштана води за Доње Крајинце и долази у Мрштане са његове јужне стране поред леве обале Јужне Мораве. Тај пут је данас запуштен и служи само мештанима села Мрштане да стигну до својих њива које се протежу све до Манојловца.
Поред главног, Манојловце је повезано и са Кумаревом насутим, неасфалтираним путем, као и са Доњим Крајинцем, с тим што је тај пут у јако лошем стању.

## Култура
Подручје које захвата месна канцеларија Манојловце је одувек било средиште културног и политичког живота краја. Поред централне осмогодишње школе, ту је и одељење Народне библиотеке “Радоје Домановић” из Лесковца, затим одељење поште, месна канцеларија, Земљорадничка задруга “Манојловце” и Дом културе младих.

### Основна школа „Радоје Домановић”
Према предању, школа је почела са радом након ослобођења ових крајева од Турака, 1878. године, поред велике неписмености становништва, у наслеђу народа остала је једна приземна зграда, која је била на месту данашње зграде школе. Зграда је садржала две велике просторије и, по свој прилици, прво је била кафана, а и бакалница, јер је између просторија имала отвор (шубер) и била власништво извесног Грка Наума који је, одмах након ослобођења од Турака, продао зграду и напустио село. У овој згради је тада почела да ради четвороразредна основна школа. Школу су похађали мештани Манојловца, али и околних села, попут Кумарева, Мале и Велике Биљанице, Горње и Доње Слатине и Навалина.

## Галерија
- Месна канцеларија Манојловце
- Споменик ослободиоцима
- ОШ “Радоје Домановић”
- Сеоски крст
- Сеоски крст
- Здравствена амбуланта